# Румунсько-хорватські відносини
Румунсько-хорватські відносини (рум. relaţiile româno-croate, хорв. rumunjsko-hrvatski odnosi) — історичні та поточні двосторонні відносини між Румунією та Хорватією. Обидві держави — члени ЄС і НАТО. Хорватія підтримує повноправне членство Румунії в Шенгенській зоні.
Румунія має посольство в Загребі та почесні консульства в Рієці і Спліті.
Хорватія має посольство в Бухаресті та консульство в Решіці.

## Історія
Нинішні Румунія та Хорватія офіційно встановили відносини 29 серпня 1992 року.
Під час Другої світової війни Хорватія та Румунія разом зі Словаччиною уклали пакт проти угорської експансії. Крім того, під час війни словацькі війська і хорватські повітряні та військово-морські сили дружньо діяли з румунської землі. Подібний пакт — міжвоєнна Мала Антанта — вже існував раніше між Румунією, Югославією (яка включала значну більшість сучасної Хорватії) та Чехословаччиною.
Хорватія і Румунія уклали в цілому 47 договорів та інших подібних документів, із яких чинні 38.
2019 року під час зустрічі міністра закордонних справ Хорватії Марії Пейчинович-Бурич та її румунського колеги Теодора Мелешкану вони заявили, що «відносини між Хорватією та Румунією покращуються». Обидві сторони повідомили, що задоволені ставленням до їхніх відповідних меншин. Вони зазначили, що Хорватія та Румунія «поділяють схожі цілі», як-от вступ до Шенгенської зони та єврозони.
13 вересня 2024 року Хорватію з офіційним візитом відвідала очільниця румунського зовнішньополітичного відомства Лумініца Одобеску, провівши переговори зі своїм хорватським колегою Горданом Грличем Радманом, під час яких обоє міністрів підтвердили винятково міцні та дружні взаємини між двома країнами, погодившись, що Хорватія і Румунія поділяють схожі погляди з низки питань і співпрацюють як партнери та союзники в рамках Європейського Союзу й НАТО. Хорватський міністр висловив задоволення рівнем захисту та підтримки, яку румунський уряд надає хорватській національній меншині в румунському Банаті, заявивши, що Хорватія забезпечує найвищі стандарти захисту невеличкої румунської меншини в Хорватії, а обидві меншини мають представників у найвищих органах влади. Міністри також висловили обопільне задоволення позитивною співпрацею в рамках ОЕСР. Обговорюючи ситуацію в Україні, обидві сторони підтвердили свою відданість наданню багатовимірної підтримки Україні в її боротьбі з російською агресією та спільність позицій щодо необхідності допомоги Молдові на її європейському шляху. На зустрічі було відзначено зростання взаємного торговельного обороту, який у 2023 році перевищив 870 млн євро.

## Нацменшини
У Румунії, в області Банат, проживає хорватське населення (крашовани). Воно складає одну з найдрібніших меншин у країні, яка, за даними перепису 2002 року, налічує 6807 осіб. Понад 5500 крашованів проживають у комунах Карашова та Лупак у повіті Караш-Северин, де становлять близько 90 % населення. Ці комуни складаються із сімох сіл: власне Карашова, Нермед, Клокотіч, Ябалча, Рафнік, власне Лупак і Воднік. Тут хорватська мова вживається не тільки в сім'ї, а й у повсякденному навколишньому житті, а в державних установах вона використовується поряд із румунською. Насправді румунської дітей учать не раніше, ніж при вступі в дитсадок. Решта хорватів за межами цих сіл зосереджені переважно в Ченеї, Кечі та Рекаші, які також знаходяться в Банаті. Відомо, що хорвати з Румунії емігрували в Банат багато століть тому, але невідомо, коли саме це зробила найбільша їхня громада — з комун Карашова і Лупак.
Істрорумуни Хорватії живуть у вісьмох селах Істрії, в яких вони не становлять більшості. У цих селах близько 120 істрорумунів. Ще 450 живуть у містах Хорватії та близько 500 за кордоном — в обох випадках це результат еміграції. Істрорумунська мова не використовується в ЗМІ, богослужіннях та інших сферах, через що вона втрачає цінність і виходить з ужитку. Прогресує заміна мови — в одних селах більше, в інших менше. Румунія офіційно бере на себе відповідальність за цю етнічну групу, стверджуючи, що вони «румуни за кордоном» і належать до румунського культурного і мовного масиву. 8 листопада 2016 року відремонтовано і повторно відкрито школу села Шушнєвиця. Цей проєкт коштував 451 600 кун (близько 61 100 євро). Румунія профінансувала частину робіт, виділивши 100 000 кун (близько 13 550 євро). Урочистості з нагоди відкриття відвідали тодішній посол Румунії в Хорватії Костянтин Михайло Григоріє та попередній посол Космін Дінеску, а також регіональна влада Істрійського округу. Істрорумуни, можливо, мігрували в Істрію з Трансільванії або походять від морлахів Далмації, які теж не були там корінними. Їхні громади перебувають у більшій небезпеці, ніж будь-коли, і можуть зникнути в найближчі десятиліття.